# 한혜령
한혜령(韓兮領, 1986년 1월 15일 ~ )은 대한민국의 은퇴한 필드하키 선수이며 현역 시절 포지션은 공격수이다. 경상북도 출신이며 KT 소속으로 뛰었다.

## 학력
- 성주초등학교
- 성주여자중학교
- 성주여자고등학교
- 한국체육대학교 졸업

## 경력
- 2008년 하계 올림픽 여자 하키 국가대표
- 2012년 하계 올림픽 여자 하키 국가대표
- 2014년 아시안 게임 여자 하키 국가대표

## 수상
- 2014년 아시안 게임 여자 하키 금메달